# Léon Roger-Milès

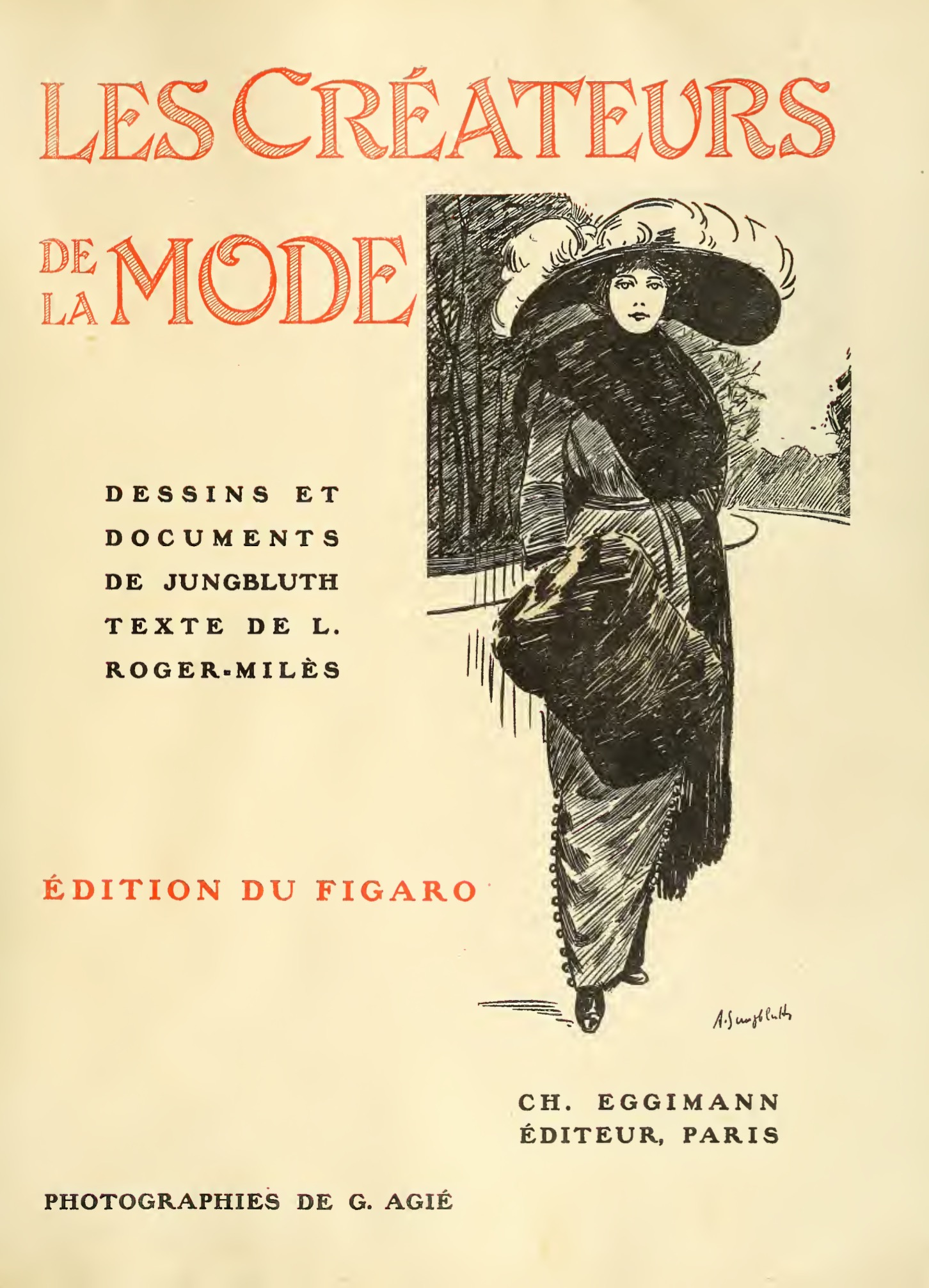
Les créateurs de la mode. Zeichnungen von Alfred Jungbluth (1865–1914); Text von Léon Roger-Milès (1859–1928)

Léon Octave Jean Roger, genannt Léon Roger-Milès, (* 3. November 1859 in Paris; † 24. Mai 1928 in Golfe-Juan) war ein französischer Rechtsanwalt, Historiker, Dichter, Journalist, Kunstkritiker, Autor kunsthistorischer Werke und Kunstsammler.

## Leben
Geboren in Paris, begann Léon Roger-Milès seine berufliche Laufbahn als Lehrer am Collège-lycée Jacques-Decour, wo er von 1879 bis 1887 unterrichtete. Anschließend wirkte er bis 1899 als Anwalt am Berufungsgericht (Cour d’appel) in Paris.
Bereits ab 1878 übernahm er die Leitung der literarischen Zeitschrift Le Parnasse und gründete 1884 die Zeitschrift Le Monde poétique, deren Direktor er bis 1888 blieb. Als Journalist schrieb er für renommierte Publikationen wie Le Figaro illustré, L’Eclair, Le Temps, Le Courrier français, Le Soir, Le Gaulois, L’Evènement, Efimeris ton Athinon, Le Journal du grand monde, La Semaine de Paris, La Revue des Deux Mondes und die Kunstzeitschrift Le Cousin Pons.
Sein 1890 veröffentlichtes Buch Les Heures d’une Parisienne umfasst den gleichnamigen Kurzroman sowie Pures et Impures, eine Sammlung von 21 Erzählungen. Die Erzählung Une Vision d’Allori ist dem Maler Gabriel Guay gewidmet, der auch das Titelbild des Buches entwarf.
In seinem 1923 erschienenen Werk Leonard de Vinci et les Jocondes vertrat Roger-Milès die These, dass Leonardo da Vinci mindestens zwei Versionen der Mona Lisa geschaffen habe – eine für Francesco del Giocondo und eine weitere für Giuliano de’ Medici.

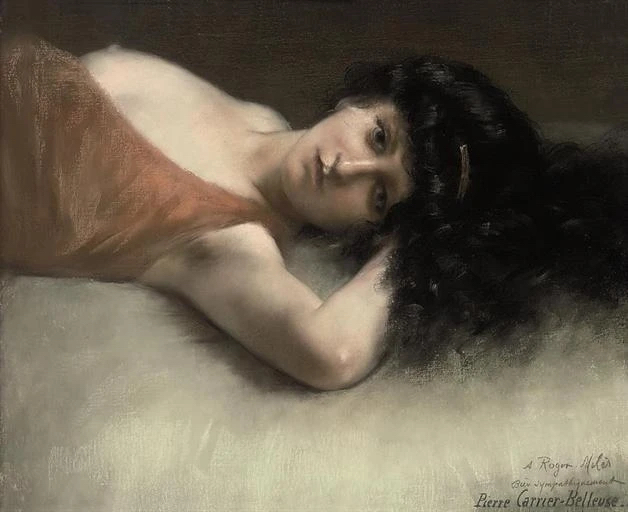
Ruhender Akt. Signiert und datiert 1899 mit der Widmung: À Roger Miles/Bien sympathiquement Pierre Carrier-Belleuse./1899

In seiner Kunstsammlung befanden sich u. a. Werke von Albert Lebourg,  Rudolf Ernst, Édouard Brandon und Pierre Carrier-Belleuse. Nach seinem Tode wurde  seine Kunstsammlung 1929 im Hôtel Drouot versteigert.
Léon Roger-Milès verstarb in Angoulême und wurde auf dem Cimetière de Montmartre in Paris zur letzten Ruhe gebettet.

## Werke (Auswahl)
- Les heures d’une parisienne. Novelle, Marpon et E. Flammarion, 1890.
- La Cité de misère.  Essay mit einem Vorwort von Sully Prudhomme und illustriert von Albert Bréauté, Albert-Antoine Lambert und Paul Merwart, E. Flammarion, 1891.
- Cent chefs-d’œuvre des collections françaises et étrangères, Georges Petit, 1892.
- Michel-Ange, sa vie, son œuvre suivi du Catalogue de ses principales œuvres, J. Rouam, 1893....

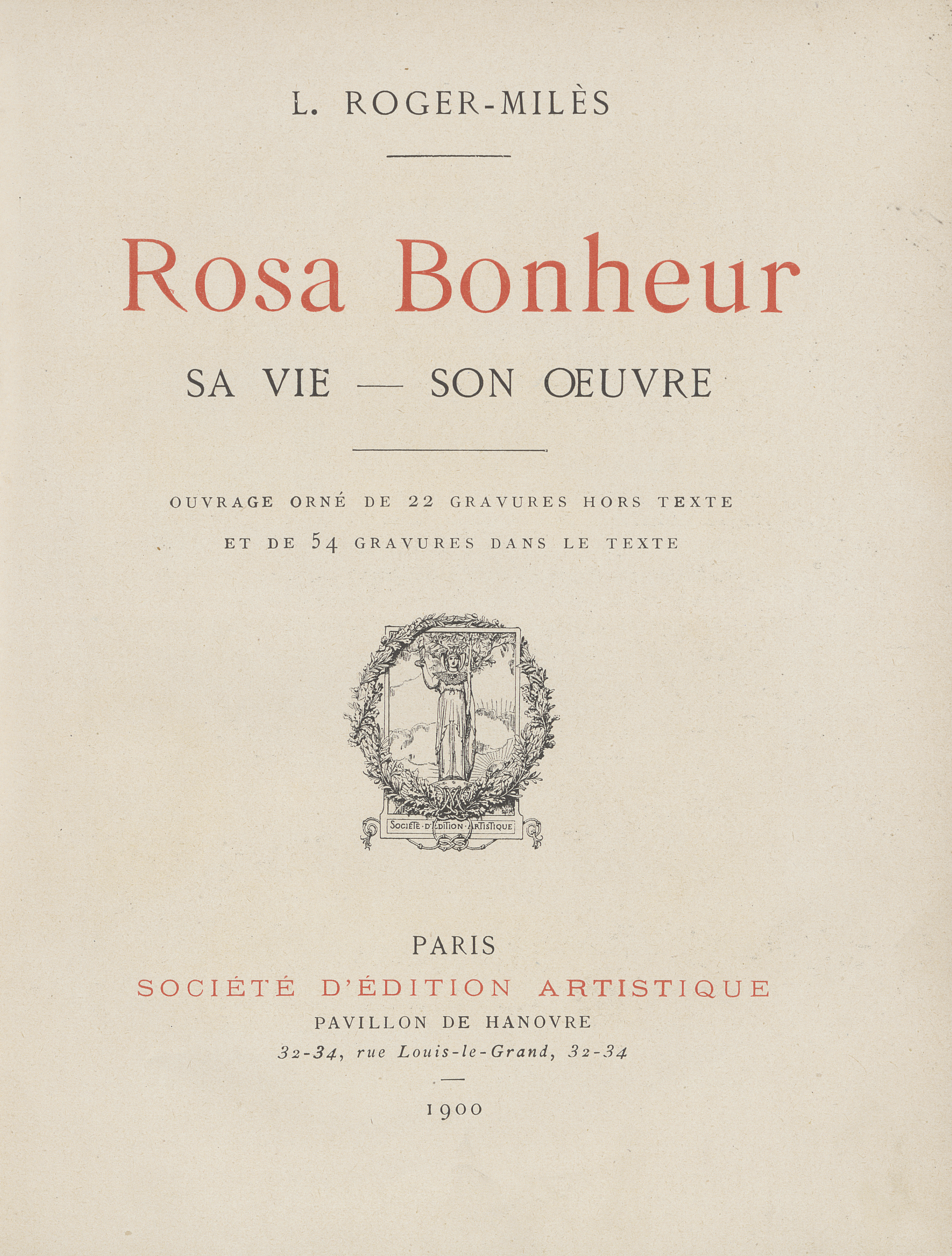
Léon Roger-Milès: Rosa Bonheur - sa vie - son oeuvre. Paris, 1900

- Esthétique d’un indépendant. Quelques réflexions sur l’art, les artistes et les amateurs, J. Augry, 1900.Léon Roger-Milès: Rosa Bonheur - sa vie - son oeuvre. Paris, 1900Rosa Bonheur, sa vie, son œuvre. G. Baranger, 1900.
- Louis Legrand peintre, graveur illustrateur, Ch. Meunier, 1902.
- Les arts et la curiosité: répertoire muséographique de connaissances utiles aux amateurs, collectionneurs, experts, antiquaires, officiers ministériels, conservateurs de musées, artistes, écoles et ouvriers d’art, décorateurs, Édouard Rouveyre, 1902.
- Félix Ziem, Librairie de l’art ancien et moderne, 1903.
- Alfred Roll, A. Lahure, 1904.
- Les peintures décoratives de Moreau-Néret, 1905.
- Les créateurs de la mode. Zeichnungen von Alfred Jungbluth (1865–1914); Text von Léon Roger-Milès (1859–1928).
- Twenty painters of the nineteenth century. Masterpieces of the French School, Georges Petit, 1911.
- Les Dianes de Houdon et les caprices de la pudeur esthétique à la fin du XVIIIe siècle, Imprimerie centrale des beaux-arts, 1913.
- Léonard de Vinci et les Jocondes, Henri Floury, 1923.